# 渡合温泉
渡合温泉（どあいおんせん）は、岐阜県中津川市加子母にある温泉。

## 泉質
- アルカリ炭酸泉
  - 源泉温度10.5℃

### 効能
- 効能胃腸病、リューマチなど

※注:効能は万人に効果を保証するものではない

## 宿
付知峡にある一軒宿。営業は基本的に4月から11月まで。冬季（12月から翌年3月まで）は積雪のため休業。
電気が来ていないため、灯りは日中は自家発電、夜間はランプを使用。そのため、一軒宿では終日ヘアドライヤーは使用禁止となっている。また電話は回線や基地局が無いことから衛星電話を利用している。
入浴時間は冷泉を沸かしているため、午前7時から午後8半まで。浴槽は下から沸かす五右衛門風呂で、高野槙を使用。

## 歴史
源泉の発見は明治時代。

## アクセス
- 自動車 : 中央自動車道中津川インターチェンジを下車後、国道257号で下呂方面に26.5㎞走行し、付知峡口交差点を右折し12.5㎞。
- 鉄道・バス : 中央本線（JR東海）中津川駅より北恵那交通バスの付知峡倉屋温泉行きに乗車し終点で下車。付知峡倉屋温泉から渡合温泉までは13.5㎞あり、徒歩で3～4時間。途中の林道は狭く、未舗装区間林道が（約6㎞）あるため、通行には十分注意が必要である。

宿までの林道の途中には『高樽の滝』があり、落差・水量とも十分にあり絶景である。
昭和12年（1937年）から昭和34年（1959年）の間には、付知森林鉄道渡合停車場が近くにあり、渡合温泉の宿泊客が利用していたという。